# Бібліотека Пантена
37°58′28″ пн. ш. 23°43′29″ сх. д. / 37.97444444° пн. ш. 23.72472222° сх. д.
Бібліотека Пантена — будівля в стародавніх Афінах, яка розташовувалася на південно-східному кінці Афінської агори, на південь від Стої Аттала і ліворуч від Панатенейського шляху. Побудована афінським філософом Титом Флавієм Пантеном між 98-102 роками н.е., під час правління римського імператора Траяна. Будівля бібліотеки була присвячена Афіні Архегетіс, самому Траяну і жителям Афін, згідно з написом на вцілілій перемичці, вмурованій в пізньоримську стіну, при головному вході.

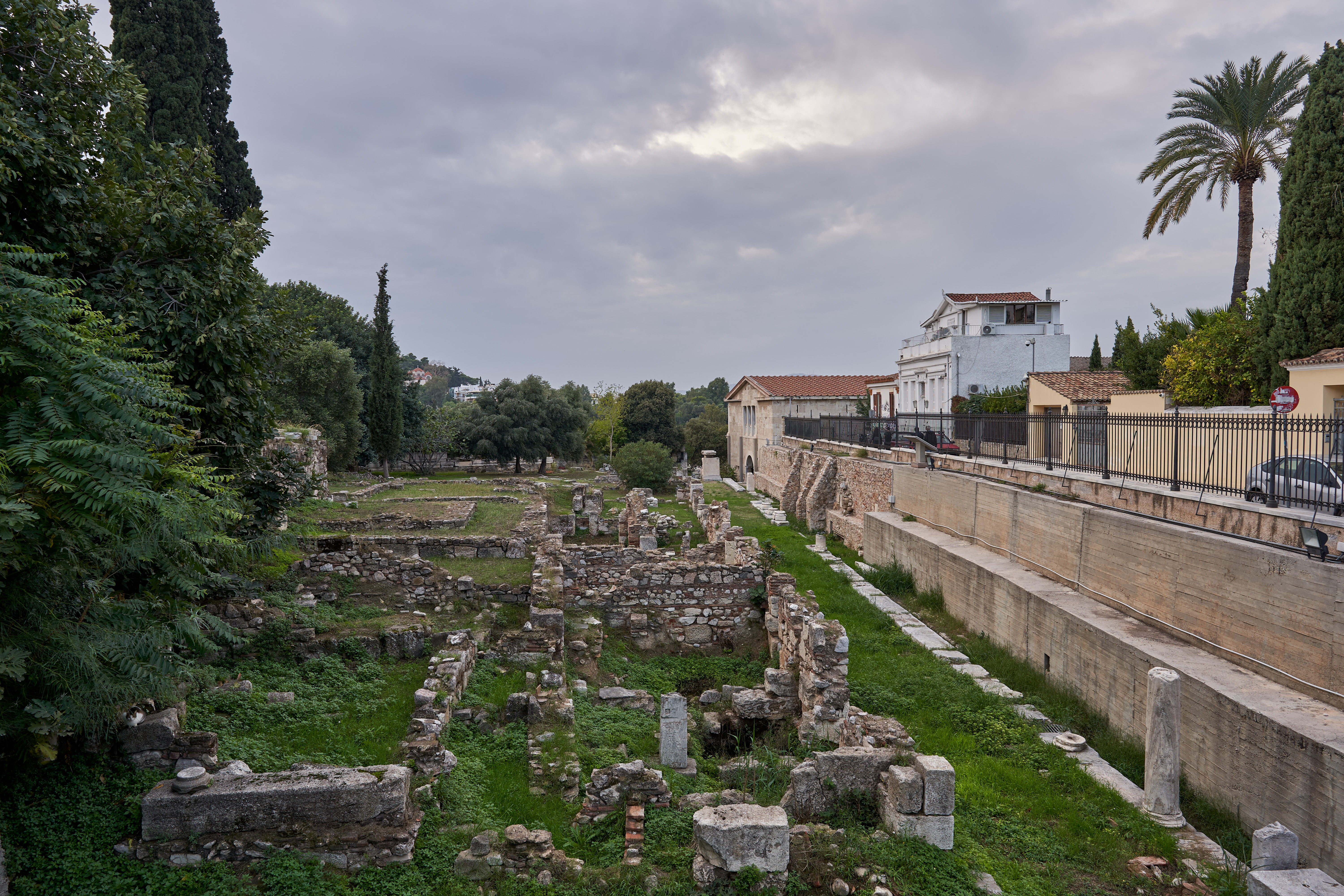
Бібліотека Пантена

Пам'ятка збереглася до сьогодні, проте втратила свій початковий вигляд. Це одна з тих будівель, де процвітало вивчення філософії і культу Муз. Вона була зруйнована під час герульського вторгнення у 267 році н.е., а у V ст. була включена до великого перистилю.

## Архітектура

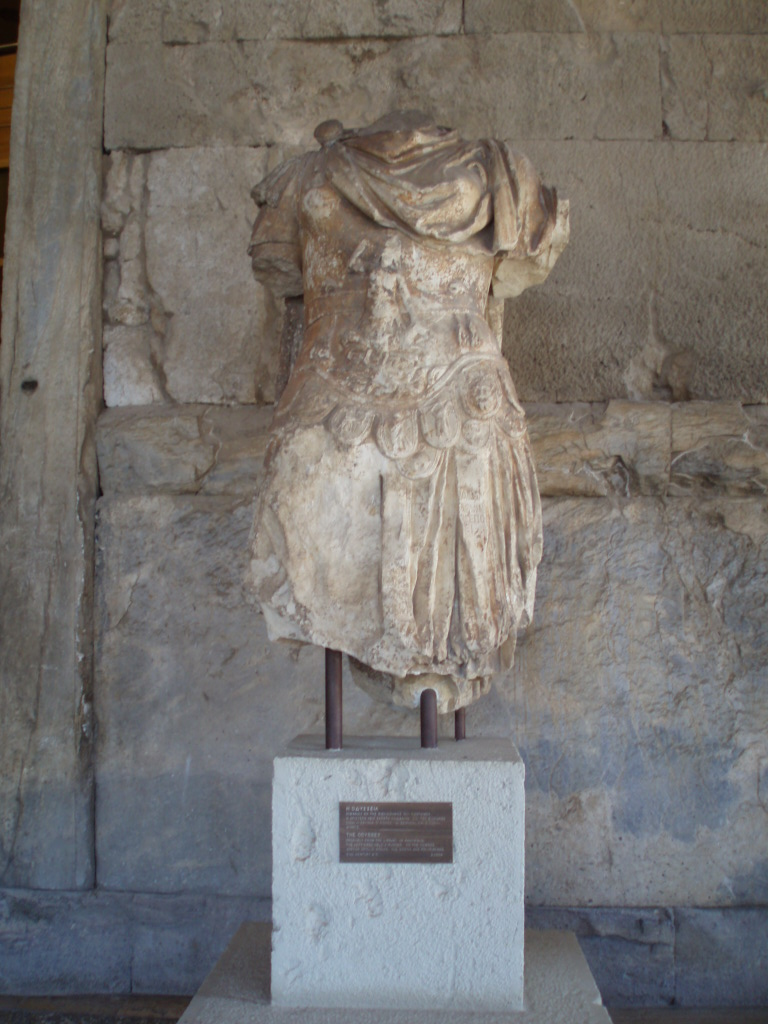
Статуя жінки, яка уособлює Одіссею. Бібліотека Пантена

Будівля не схожа ні на одну іншу відому римську бібліотеку через своє незвичне планування поверху та структуру. Причина незвичайного планування поверху пов'язана з нерівною площею території.
Основна будівля складається з двох приміщень. Одне з них — великий відкритий двір розміром 20 × 13.5 м, підлога якого була вимощена дрібною мармуровою плиткою нестандартної форми, залитою цементним розчином. Пізніше до двору був добудований перистиль, центральна частина якого також була вимощена мармуровими плитами. Вхід у будівлю був розташований безпосередньо на місці, де була знайдена перемичка з написом. Від внутрішніх опор полиць, де б зберігалися книги, не залишилося й сліду. Стіни зсередини були облицьовані мармуровими плитами, як і підлога.
Архітрав на північному і західному фасадах мав іонічні колони з блакитними мармуровими канелюрами. Кладка не відрізнялася особливою складністю.

## Розкопки

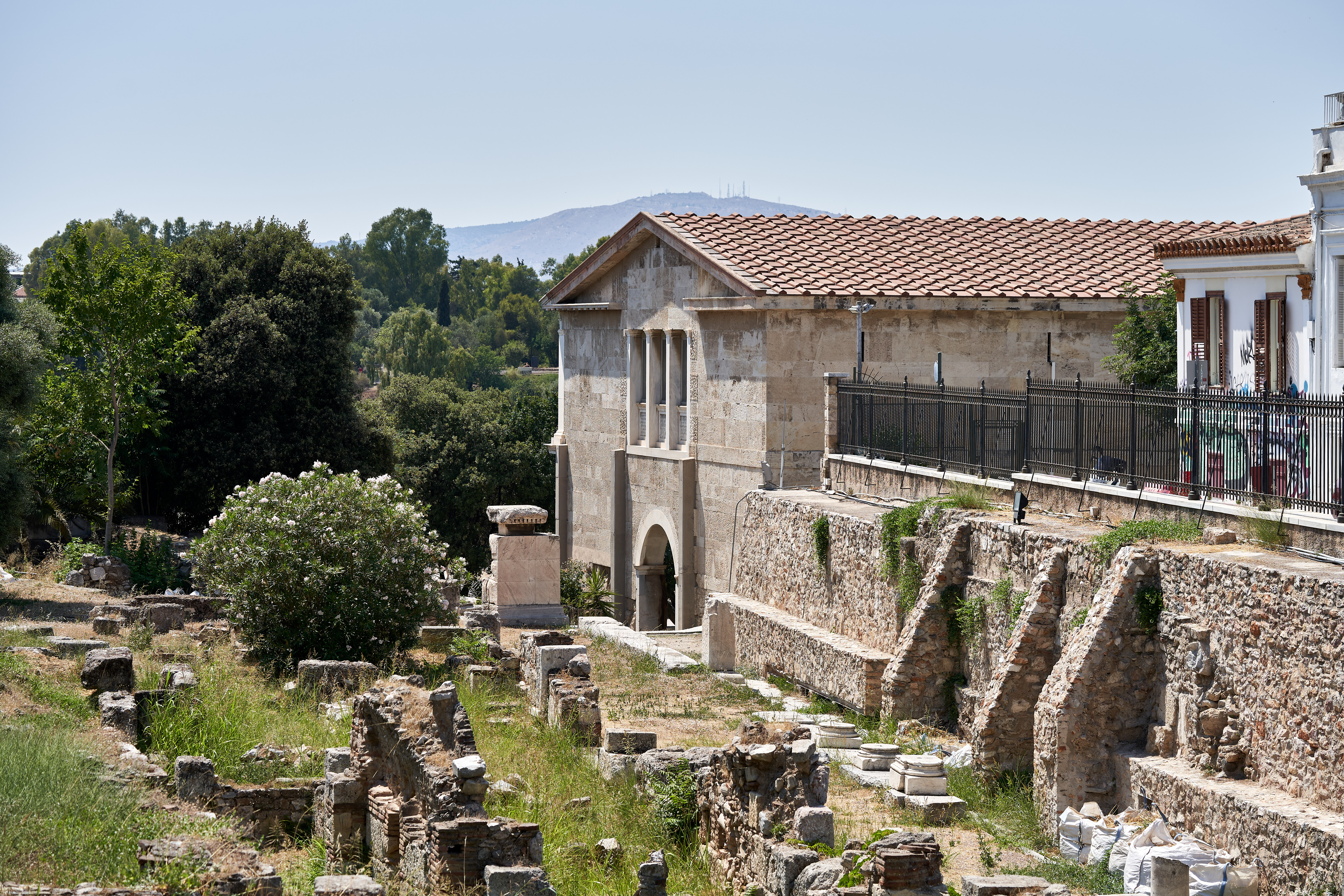

Розкопки будівлі розпочалися в 1933 році, а перші результати з'явилися через два роки в 1935 році. Розкопки східної частини будівлі бібліотеки було завершено в 1970 році.

## Написи
Існує два написи, один з яких стосується заснування бібліотеки Т. Флавієм Пантеном, а інший — її функціонування.

ΑΘΗΝΑ ΠΟΛΙΑΔΙ ΚΑΙ ΑΥΤΟΚΡΑΤΟΡΙ ΚΑΙΣΑΡΙ ΣΕΒΑ{Σ}ΣΤΩ ΝΕΡΒΑ ΤΡΑΪΑΝΩ ΓΕΡΜΑΝΙΚΩ ΚΑΙ ΤΗ ΠΟΛΙ ΤΗ ǀ ΑΘΗΝΑΙΩΝ Ο ΙΕΡΕΥΣ ΜΟΥΣΩΝ ΦΙΛΟΣΟΦΩΝ Τ. ΦΛΑΒΙΟΣ ΠΑΝΤΑΙΝΟΣ ΦΛΑΒΙΟΥ ΜΕΝΑΝΔΡΟΥ ΔΙΑΔΟΧΟΥ ǀ ΥΙΟΣ ΤΑΣ ΕΞΩ ΣΤΟΑΣ ΤΟ ΠΕΡΙΣΤΥΛΟΝ ΤΗΝ ΒΥΒΛΙΟΘΗΚΗΝ ΜΕΤΑ ΤΩΝ ΒΥΒΛΙΩΝ ΤΟΝ ΕΝ ΑΥΤΟΙΣ ΠΑΝΤΑ ǀ ΚΟΣΜΟΝ ΕΚ ΤΩΝ ΙΔΙΩΝ ΜΕΤΑ ΤΩΝ ΤΕΚΝΩΝ ΦΛΑΒΙΟΥ ΜΕΝΑΝΔΡΟΥ ΚΑΙ ΦΛΑΒΙΑΣ ΣΕΚΟΥΝΔΙΛΛΗΣ ΑΝΕΘΗΚΕ

Транскрипція:

«Ἀθηνᾷ Πολιάδι καὶ Αὐτοκράτορι Καίσαρι Σεβα{σ}στῷ Νέρβᾳ Τραϊανῷ Γερμανικῷ καὶ τῇ πόλι τῇ ǀ Ἀθηναίων ὁ ἱερεὺς Μουσῶν φιλοσόφων Τ. Φλάβιος Πάνταινος Φλαβίου Μενάνδρου διαδόχου ǀ υἱὸς τὰς ἔξω στοάς, τὸ περίστυλον, τὴν βυβλιοθήκην μετὰ τῶν βυβλίων, τὸν ἐν αὐτοῖς πάντα ǀ κόσμον, ἐκ τῶν ἰδίων μετὰ τῶν τέκνων Φλαβίου Μενάνδρου καὶ Φλαβίας Σεκουνδίλλης ἀνέθηκε»

To Athena Poliades and to the emperor Caesar Divi Nervae Filius Nerva Traianus Optimus Augustus Germanicus as well as to the city of Athens, the priest of the philosophical Muses, T. Flavius Pandainos, son of the successor Flavius Menander, dedicated at his own expense the outer galleries, the peristyle, the library with the books and all the ornaments contained therein, as well as to his children Flavius Menander and Flavia Secundilla.

Дощечка з білого мармуру, знайдена в стародавній Афінській агорі. Напис нагадує правила сучасних бібліотек. Зберігається в музеї Стої Аттала.

ΒΥΒΛΙΟΝ ΟΥΚ ΕΞΕ ΝΕΧΘΗΣΕΤΑΙ ΕΠΕΙ ΩΜΟΣΑΜΕΝ. ΑΝΥΓΗ ΣΕΤΑΙ ΑΠΟ ΩΡΑΣ ΠΡΩ ΤΗΣ ΜΕΧΡΙ ΕΚΤΗΣ
Транскрипція:

«Βυβλίον οὐκ ἐξενεχθήσεται, ἐπεὶ ὠμόσαμεν· ἀνυγήσεται ἀπὸ ὥρας πρώτης μέχρι ἕκτης.»
Переклад:

Жодна книга не буде винесена, бо ми присягнулися. Вона буде відкрита з першої години і до шостої.
Примітка: В епіграфі Β(υ)βλίον написано «υ», а не «ι» βιβλίον. Первинно βύβλος означає Єгипетський папірус — назва, яка стосується фінікійського міста Βύβλος (сучасний Ліван), де вирощували рослину.